# Gemer (Ort)
Gemer (ungarisch Sajógömör – bis Ende des 18. Jahrhunderts ohne den Namenszusatz Gömör) ist eine Gemeinde in Okres Revúca in der südlichen Mittelslowakei mit 889 Einwohnern (Stand 31. Dezember 2024).

## Geographie

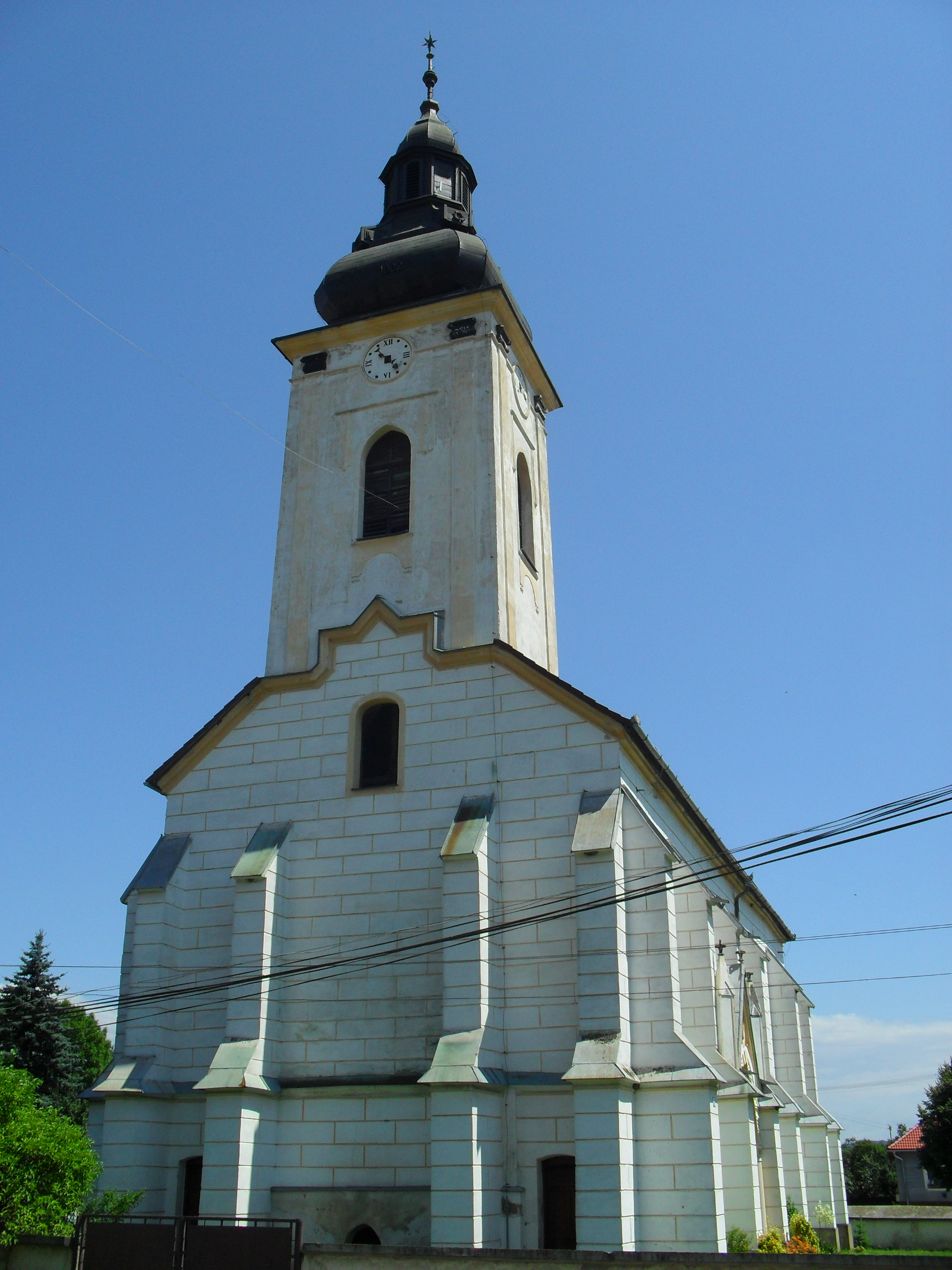
Evangelische Kirche von Gemer

Die Gemeinde befindet sich im Talkessel Rimavská kotlina, einem Teil der größeren Einheit Juhoslovenská kotlina (Südslowakischer Kessel) am rechten Ufer des Flusses Slaná (ungarisch Sajó) und am kleinen Bach Gemerský potok. Das Ortszentrum liegt auf einer Höhe von 181 m n.m. und ist vier Kilometer von Tornaľa sowie 41 Kilometer von Revúca entfernt.
Nachbargemeinden sind Bretka und Čoltovo (Exklave des Gemeindegebiets) im Norden, Gemerská Panica im Nordosten und Osten, Tornaľa (Stadtteile Starňa, Tornaľa und Behynce) im Osten, Südosten, Süden und Südwesten, Otročok im Westen sowie Levkuška und Gemerská Ves im Nordwesten.

## Geschichte

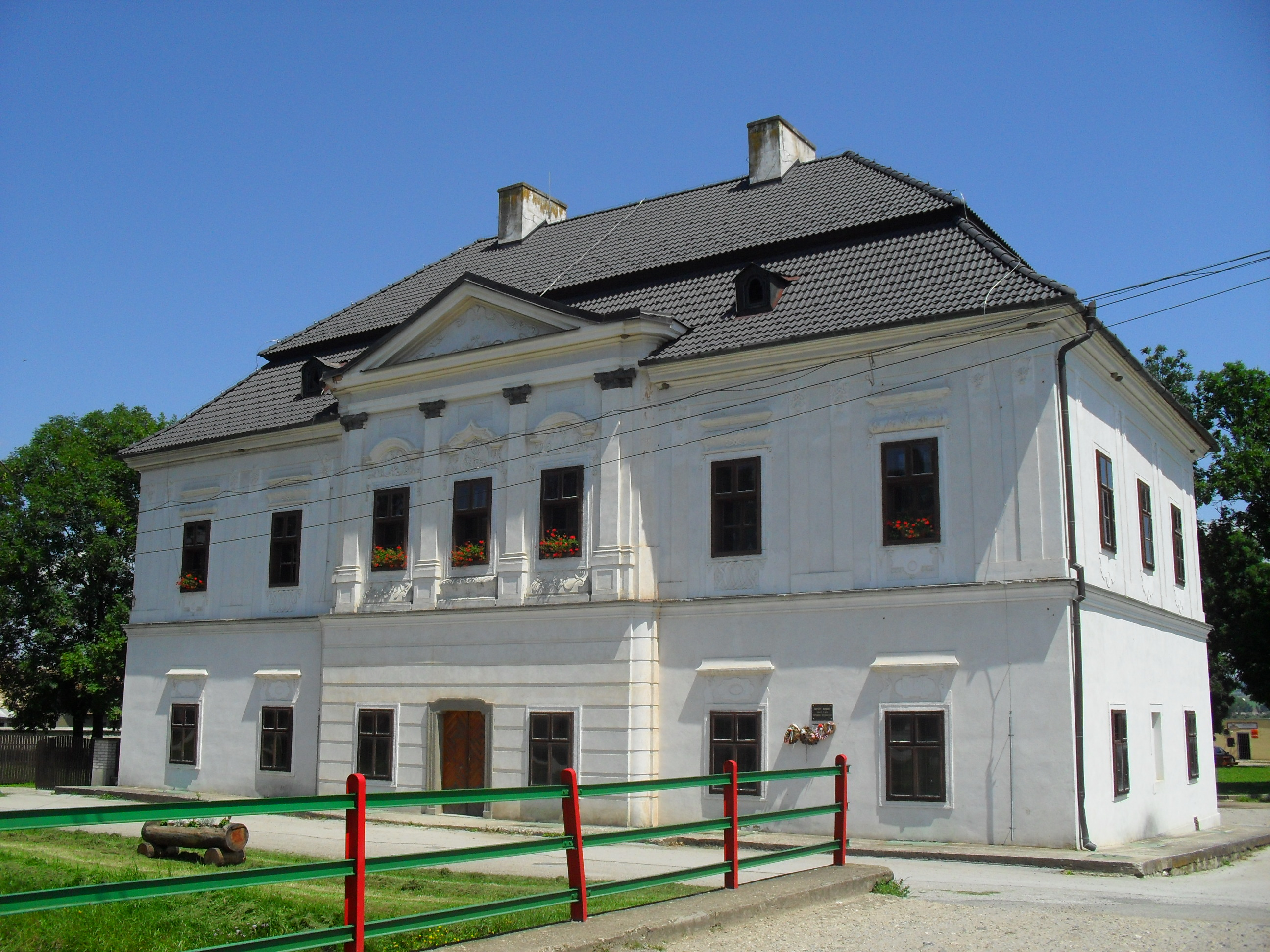
Landschloss im Ort

Der Ort wurde im 12. Jahrhundert als Siedlung am Fuße der gleichnamigen Burg (deutsch auch Gemersburg) gegründet und wird zum ersten Mal 1198 schriftlich als Gumur erwähnt. Die Burg wurde nach dem Mongoleneinfall (1241) umgebaut und stärker befestigt. Im 14. Jahrhundert wurde der Ort dann zum Sitz der gleichnamigen Gespanschaft (später Komitat) und behielt diesen Status bis ins frühe 18. Jahrhundert, als der Sitz nach Plešivec verlegt wurde. Im 15. Jahrhundert wurde Gemer zum Marktflecken erhoben und erhielt das Mautrecht sowie das Recht, fünf Jahrmärkte zu veranstalten. 1427 wurden in Gemer 105 Porta verzeichnet. Die Burg wurde im 15. Jahrhundert von den Hussiten erobert, bevor sie im 16. Jahrhundert im Verlauf der Türkenkriege endgültig zerstört wurde. In derselben Zeit stoppte wegen der Kriege das weitere Wachstum des Marktfleckens, und nachdem die Gutsherren im 17. und 18. Jahrhundert die alten Rechte nicht berücksichtigt hatten, woraufhin ein Großteil der Bevölkerung flüchtete, hatte Gemer im Jahr 1773 gegenüber dem Stand von 1427 nur mehr die Hälfte der Einwohner. 1828 zählte man 136 Häuser und 1001 Einwohner, die als Landwirte, Obst- und Tabakbauern und teilweise Winzer tätig waren.
Gemer war auch ein Bildungsstandort. Bereits 1616 stand eine Lateinschule im Ort, gefolgt im 18. Jahrhundert von einer ungarischen höheren Schule sowie einem evangelischen Gymnasium im 19. Jahrhundert. Auf dem Gymnasium haben unter anderem mehrere Autoren der slowakischen Literatur studiert, wie Janko Matúška, Pavel Jozef Šafárik, Janko Kráľ, Ján Kalinčiak, Samo Chalupka und weitere.
Bis 1918/1920 war der Ort Teil des Komitats Gemer und Kleinhont im Königreich Ungarn und wurde danach Teil der Tschechoslowakei beziehungsweise heutigen Slowakei. Von 1938 bis 1945 war er als Folge des Ersten Wiener Schiedsspruchs noch einmal Teil Ungarns.

## Bevölkerung
| Jahr                | 1994 | 2004    | 2014     | 2024    |
| ------------------- | ---- | ------- | -------- | ------- |
| Anzahl der Personen | 834  | 807     | 894      | 889     |
| Unterschied         |      | −3,23 % | +10,78 % | −0,55 % |

| Jahr                | 2023 | 2024    |
| ------------------- | ---- | ------- |
| Anzahl der Personen | 915  | 889     |
| Unterschied         |      | −2,84 % |

Nach der Volkszählung 2011 wohnten in Gemer 868 Einwohner, davon 666 Magyaren, 135 Slowaken und 44 Roma. 23 Einwohner machten keine Angabe zur Ethnie.
304 Einwohner bekannten sich zur Evangelischen Kirche A. B., 245 Einwohner zur römisch-katholischen Kirche, 80 Einwohner zur reformierten Kirche, 44 Einwohner zur evangelisch-methodistischen Kirche, 10 Einwohner zu den Zeugen Jehovas, acht Einwohner zur griechisch-katholischen Kirche und ein Einwohner zur tschechoslowakischen hussitischen Kirche. 135 Einwohner waren konfessionslos und bei 41 Einwohnern wurde die Konfession nicht ermittelt.
Nach der Volkszählung von 2001 bestand die Bevölkerung großteils aus einer ungarischsprachigen Mehrheit (83,09 %) sowie einer slowakischen Minderheit (11,48 %), daneben gab es auch einige Roma (5,19 %).

## Bauwerke und Denkmäler

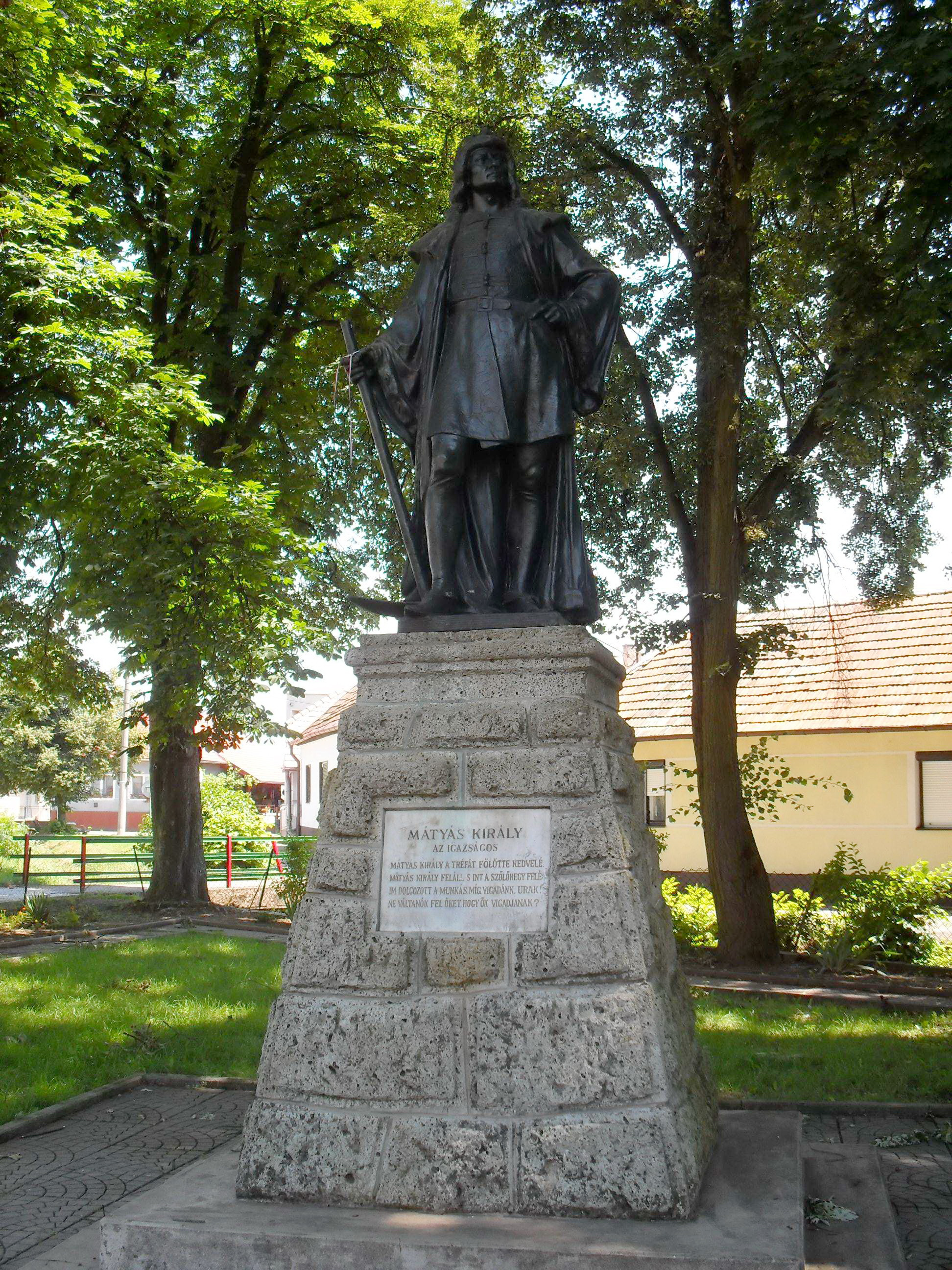
Statue von Matthias Corvinus

Der bedeutendste Sakralbau von Gemer ist die evangelische Kirche im neogotischen Stil aus dem Jahr 1882, die die frühere evangelische Kirche (1510) ersetzte. Weiter steht im Ort ein barock-klassizistisches Landschloss der Familie Szent-Iványi aus der Mitte des 18. Jahrhunderts, gebaut auf dem Grundriss eines älteren Bauobjekts sowie eine Statue von Matthias Corvinus vom ungarischen Bildhauer Barnabás Holló aus dem Jahr 1917 und ein Denkmal an Panna Czinka. Von der einstigen Burg sind nur überwachsene Reste geblieben.

## Verkehr
Nach Gemer führt die Cesta III. triedy 2821 („Straße 3. Ordnung“) von einer Kreuzung mit der Cesta I. triedy 16 („Straße 1. Ordnung“) zwischen Behynce und Tornaľa heraus. Der Ort hat eine Haltestelle an der Bahnstrecke Bánréve–Dobšiná (hier ein Teil der südslowakischen Eisenbahnmagistrale), diese wird allerdings seit 2013 nicht mehr angefahren, der nächste Bahnanschluss ist seither in Tornaľa.

## Söhne und Tochter der Gemeinde

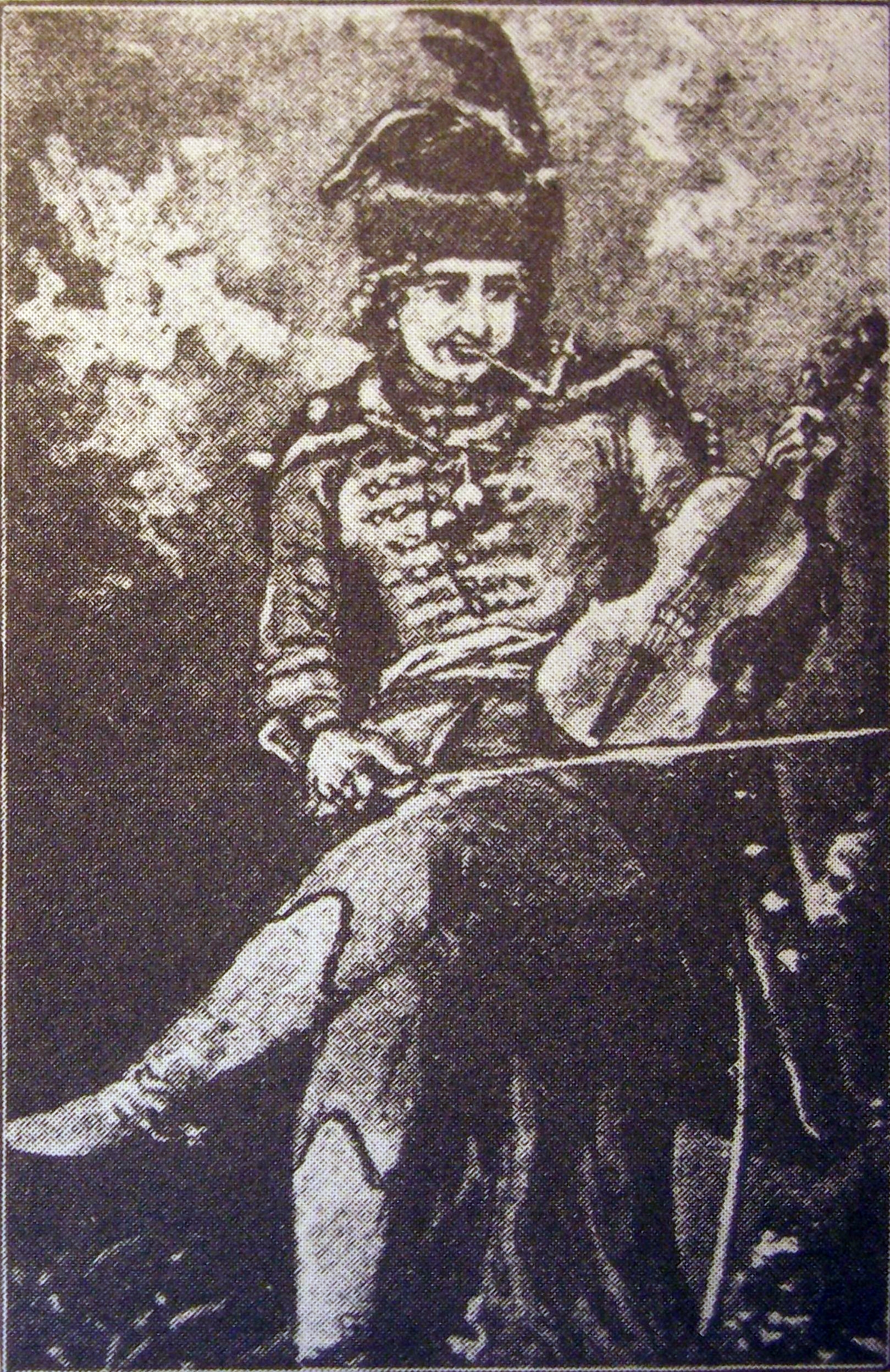
Panna Czinka

- Panna Czinka (1711–1772), ungarische Violinistin und als einzige Frau Zigeunerprímás
- Lajos Kisfaludy (1924–1988), ungarischer Chemiker